# خوسيه فرنانديز (لاعب كرة قدم)
خوسيه فرنانديز (بالإسبانية: José Antonio Ferrández Pomares) (3 ديسمبر 1989 في إسبانيا - ) هو لاعب كرة قدم إسباني في مركز جناح ‏. لعب مع نادي ألكوركون ونادي إلتشي ونادي جامعة مرسية ونادي غرناطة ونادي لورقة ونادي هويسكا وVillajoyosa CF ‏ وCrevillente Deportivo ‏ وUD Horadada ‏.

## وصلات خارجية
- خوسيه فرنانديز على موقع قاعدة بيانات كرة القدم.إي يو (الإنجليزية)
- خوسيه فرنانديز على موقع Soccerway.com (الإنجليزية)
- خوسيه فرنانديز على موقع AS.com (الإسبانية)